# Галактионово (Красноярский край)
Галактионово — село в Краснотуранском районе Красноярского края. Входит в состав Тубинского сельсовета.

## География
Деревня находится в юго-западной части края, в пределах Минусинской котловины, на правом берегу реки Джирим, вблизи места впадения в неё реки Подбайтачки, на расстоянии приблизительно 39 километров (по прямой) к юго-востоку от села Краснотуранск, административного центра района. Абсолютная высота — 364 метров над уровнем моря.
Климат
Климат характеризуется как резко континентальный, с продолжительной морозной зимой и жарким летом. Среднегодовая температура воздуха составляет −1,6°С. Средняя температура воздуха самого тёплого месяца (июля) составляет 18,9 °C (абсолютный максимум — 36 °C); самого холодного (января) — −23,2 °C (абсолютный минимум — −54 °C). Среднегодовое количество атмосферных осадков составляет 389 мм, из которых 82 % выпадает в тёплый период.

## История
Основано в 1866 году. В 1926 году в селе имелось 359 хозяйств и проживало 1894 человека (917 мужчин и 907 женщин). В национальном составе населения того периода преобладали русские. Действовали школа I ступени, изба-читальня и лавка общества потребителей. В административном отношении являлось центром Галактионовского сельсовета Идринского района Минусинского округа Сибирского края.

## Население
| 2010 |
| ---- |
| 314  |

Половой состав
По данным Всероссийской переписи населения 2010 года в гендерной структуре населения мужчины составляли 47,5 %, женщины — соответственно 52,5 %.
Национальный состав
Согласно результатам переписи 2002 года, в национальной структуре населения русские составляли 92 % из 411 чел.